# 1268 Лівія
1268 Лі́вія (1268 Libya) — астероїд головного поясу, відкритий 29 квітня 1930 року.
Тіссеранів параметр щодо Юпітера — 3,044.